# Mauro Bicicli
Mauro Bicicli  est un footballeur italien né le 17 avril 1935 à Crema et mort le 22 août 2001 dans la même ville. Il évoluait au poste de milieu de terrain.

## Biographie

### En club
Mauro Bicicli est formé dans le club de sa ville natale l'AC Crema (en),.
En 1953, il rejoint l'Inter Milan, il ne joue que peu de matchs et quitte le club en 1955 pour le Parme Calcio,.
Après une saison avec Parme, il est transféré au Calcio Catane, club qu'il représente là encore qu'une unique saison,.
En 1957, Carlo Tagnin retrouve l'Inter Milan et s'y impose,.
Avec l'Inter Milan, il est sacré Champion d'Italie en 1963.
Il dispute la finale de la Coupe des clubs champions en 1966-67, l'Inter perd contre le Celtic FC 1-2. C'est le seul match en Coupe des clubs champions de Bicicli.
De 1963 à 1966, Mauro Bicicli est joueur du Genoa CFC,.
Lors de la saison 1966-1967, il revient à l'Inter,.
Il devient joueur du L. R. Vicence Virtus lors de la saison 1967-1968,.
Après une dernière saison 1968-1969 avec le Brescia Calcio, il raccroche les crampons,.
Le bilan de sa carrière en club s'élève à 167 matchs en Serie A (15 buts), un seul et unique match en Coupe d'Europe des clubs champions, et 10 rencontres pour 3 buts en Coupe des villes de foire/Coupe UEFA.

### Entraîneur
Il entraîne des clubs italiens après sa carrière de joueur dont notamment le Brescia Calcio.

## Palmarès
| Inter Milan - Coupe des clubs champions : - Finaliste : 1966-67. |  | - Championnat d'Italie (1) : - Champion : 1962-63. |